# 帕哈雷斯德拉拉古纳
帕哈雷斯德拉拉古纳，是西班牙卡斯蒂利亚-莱昂萨拉曼卡省的一个市镇。 总面积10平方公里，总人口143人（2001年），人口密度14人/平方公里。